# Geniostoma umbellatum
Espèce
Statut de conservation UICN

 VU D2 : Vulnérable
Geniostoma umbellatum est une espèce de plantes de la famille des Loganiaceae.

## Publication originale
- Blumea 26: 353. 1980.